# Sula (oiseau)
Pour les articles homonymes, voir Sula.
Genre
Le genre Sula regroupe plusieurs espèces de fous.

## Liste des espèces
D'après la classification de référence (version 14.1, 2024) de l'Union internationale des ornithologues, il y a 6 espèces du genre Sula (ordre philogénique) :
- Sula sula (Linnaeus, 1766) – Fou à pieds rouges ;
- Sula leucogaster (Boddaert, 1783) – Fou brun ;
- Sula dactylatra Lesson, RP, 1831 – Fou masqué ;
- Sula granti Rothschild, 1902 – Fou de Grant ;
- Sula nebouxii Milne-Edwards, 1882 – Fou à pieds bleus ;
- Sula variegata (Tschudi, 1843) – Fou varié.